# 駅前広場第一駅
駅前広場第一駅（えきまえひろばだいいちえき、サドグリス・モエダニ第一駅（サドグリス・モエダニだいいちえき）、グルジア語: სადგურის მოედანი 1、グルジア語ラテン翻字: Sadguris Moedani 1）、またはステーション・スクエア第一駅（英語: Station Square 1）は、ジョージアのトビリシ、チュグレティス地区にあるトビリシ地下鉄1号線の駅である。
旧称は、ヴァグズリス・モエダニ第一駅（ვაგზლის მოედანი 1、Vagzlis Moedani 1）。

## 歴史
- 1966年1月11日 - 駅前広場第一駅（ヴァグズリス・モエダニ第一駅）として開業。
- 1979年9月15日 - サブルタロ線の駅前広場第二駅が開業し、トビリシ地下鉄同士の唯一の乗り換え駅となる。
- 2011年 - 現駅名に改称。

## 駅構造
駅は建築家G・メルカゼ (გ. მელქაძე) とV・アブラミシヴィリ (ვ. აბრამიშვილი) が設計した。駅コンコース中央のエスカレーター部分には、トビリシ1500周年で奉献された剣と杯が設置されている。駅の出入口は2カ所ある。

## 駅周辺
- トビリシ中央駅（グルジア鉄道）